# 崁後
崁後，是臺灣嘉義縣朴子市的一個傳統地域名稱，位於該市西部。相較於今日行政區，其範圍大致包括永和里西南部、崁後里北大半部、新寮里西端。

## 歷史
台灣日治初期，崁後地區為一街庄（舊制街庄），稱為「崁後庄」，隸屬於大坵田西堡。該庄昔日西北邊及北邊西段與港墘庄為鄰，北邊東段與𧃽菜埔庄為鄰，東與下竹圍庄為鄰，南邊東段為崁前庄，南邊西段及西南邊為貴舍庄。
1901年（日治明治三十四年）11月11日，全台設置二十廳，該庄隸屬於嘉義廳。1904年（明治三十七年）2月20日，該庄編入「鴨母藔區」，隸屬於嘉義廳。1905年（明治三十八年）7月1日，該庄改編入「樸仔腳區」，仍隸屬於嘉義廳。1909年（明治四十二年）10月25日，全台整併二十廳為十二廳，該庄仍隸屬於嘉義廳。1910年（明治四十三年）1月18日，各區管轄區域調整，該庄仍隸屬於嘉義廳的「樸仔腳區」。1920年（大正九年）10月1日，全台廢十二廳改設五州二廳，該庄改制為「崁後」大字，隸屬於臺南州東石郡朴子街（新制街庄）。
戰後朴子街改制為朴子鎮，隸屬於臺南縣，大字亦改制為里。1950年（民國39年）10月25日，雲、嘉、南分治，朴子鎮改隸屬於嘉義縣。1992年（民國81年）9月10日，朴子鎮升格為縣轄市朴子市。

## 聚落
本地區發展較早的聚落為崁後，在日治期初期的官方地圖上已有記載。

## 交通
省道台82線又稱「東西向快速公路－東石嘉義線」，經過本地區北部。其快速公路路段起點（高架橋起點與其平面側車道交會處）即在本地區北部東、西南段凸出地帶之間的北鄰𧃽菜埔地區境內（僅東出西入銜接嘉45-1線），西行為平面路段，可前往東石鄉，並止於東石市區的縣道168號路口；東行為高架路段，可快速前往台82線沿線各地，或連接國道1號、國道3號。
縣道161號是𧃽菜埔至新岑的道路，經過本地區東部。由該道路北行可前往𧃽菜埔，並止於縣道157號、縣道168號共線路口；南行可前往布袋鎮，並止於新岑南郊的省道台17線路口。
鄉道嘉45-1線是朴子永和至鹿草馬稠後的道路，也是省道台82線（東西向快速公路－東石嘉義線）的平面側車道。